# Mielofibrosi idiopatica cronica
La mielofibrosi idiopatica cronica è una malattia cronica del midollo osseo di tipo tumorale. Appartiene alle malattie mieloproliferative croniche, come la policitemia vera, la trombocitemia essenziale (o primitiva) e la leucemia mieloide cronica. Le malattie mieloproliferative croniche si originano dalla trasformazione neoplastica della cellula staminale emopoietica (cioè la cellula del midollo da cui derivano tutte le cellule mature che circolano nel sangue periferico).
La mielofibrosi inizia quando viene danneggiato il DNA di una cellula staminale. Ciò può essere provocato da agenti nocivi presenti nei luoghi di lavoro o nell'ambiente e può essere prodotto da virus o da processi di invecchiamento. La cellula staminale danneggiata talora non riesce ad autoripararsi.

## Diagnosi
La diagnosi viene sospettata in base all'esame dello striscio di sangue periferico e viene confermata con la biopsia del midollo osseo che rivela la presenza di alterazioni clonali in circa il 30% dei pazienti. 
La mielofibrosi viene diagnosticata per mezzo di esami morfologici e citogenetici accurati.
Nel 2008 gli esperti della World Health Organization (WHO) hanno proposto i seguenti nuovi criteri diagnostici. Per la diagnosi di mielofibrosi idiopatica devono essere presenti tutti i criteri maggiori e 2 dei criteri minori.
CRITERI MAGGIORI
1. Proliferazione anomala dei megacariociti nel midollo con presenza di anomalie morfologiche ed aumento della fibrosi reticolinica o collagene dimostrata dalla biopsia osteo-midollare oppure, in assenza di significativa fibrosi reticolinica, alterazioni dei megacariociti che devono essere associate ad un incremento della cellularità midollare da aumentata proliferazione granulocitaria e riduzione dell'eritropoiesi;
2. Assenza dei criteri diagnostici WHO per Policitemia Vera, Leucemia Mieloide Cronica BCR-ABL+ o altre malattie mieloproliferative croniche o sindromi mielodisplastiche;
3. Presenza della mutazione V617F del gene JAK-2 o di altre anomalie clonali (es. MPL W515K/L) o, in mancanza di queste anomalie, assenza di cause secondarie note di fibrosi midollare (es. malattie autoimmuni o infiammatorie croniche, leucemia a cellule capellute, metastasi midollari da tumore, mielopatie tossiche).

CRITERI MINORI
1. Leucoeritroblastosi (presenza di mieloblasti ed eritroblasti nel sangue periferico);
2. Aumento dei livelli di LDH nel siero
3. Anemia
4. Splenomegalia.

## Prognosi
Si calcola una sopravvivenza media tra 3 e 5 anni. I fattori di rischio sono l'età (oltre i 60 anni), l'epatomegalia, il calo ponderale, l'anemia e la leucocitosi.

## Terapia
Il trapianto di midollo osseo offre una possibilità di "guarigione" , ma è riservato solo a pazienti giovani e con rischio intermedio-alto. Negli altri pazienti si ricorre a farmaci citostatici, come l'idrossiurea, oppure JAK2-inibitori, come Ruxolitinib, che si può associare anche al Navitoclax.